# Darren Rumble
Darren William Rumble (* 23. Januar 1969 in Barrie, Ontario) ist ein ehemaliger kanadischer Eishockeyspieler und derzeitiger -trainer, der im Verlauf seiner aktiven Karriere zwischen 1986 und 2005 unter anderem 193 Spiele für die Philadelphia Flyers, Ottawa Senators, St. Louis Blues und Tampa Bay Lightning in der National Hockey League auf der Position des Verteidigers bestritten hat. In der Deutschen Eishockey Liga war er kurzzeitig für die Adler Mannheim aktiv. Seinen größten Karriereerfolg feierte Rumble in Diensten der Tampa Bay Lightning, mit denen er in den Playoffs 2004 den Stanley Cup gewann. Sein Sohn Chris Rumble ist ebenfalls professioneller Eishockeyspieler.

## Karriere

### Spielerkarriere
Der 1,83 m große Verteidiger begann seine Karriere bei den Kitchener Rangers in der kanadischen Juniorenliga Ontario Hockey League, bevor er beim NHL Entry Draft 1987 als 20. in der ersten Runde von den Philadelphia Flyers ausgewählt wurde. Zunächst wurde der Linksschütze bei den Hershey Bears, einem Flyers-Farmteam in der American Hockey League, eingesetzt. In der Saison 1990/91 absolvierte Rumble dann seine ersten Einsätze in der höchsten nordamerikanischen Profiliga für Philadelphia, 1992 wurde er schließlich zu den Ottawa Senators transferiert. In seiner Heimat wurde Rumble schnell zum Stammspieler, ging dann aber nach zwei Spielzeiten zurück in die Vereinigten Staaten, wo er wieder für die Philadelphia Flyers auflief.
Zur Saison 1997/98 unterschrieb Darren Rumble einen Vertrag bei den Adler Mannheim aus der Deutschen Eishockey Liga, doch noch während der laufenden Saison wechselte der Kanadier zurück nach Nordamerika, wo er für die San Antonio Dragons in der International Hockey League spielte. Von nun an war Rumble für tiefklassigere Minor-League-Teams aktiv, in den Spielzeiten 2000/01, 2002/03 und 2003/04 stand er jedoch noch einmal in 36 Partien für die St. Louis Blues und Tampa Bay Lightning, mit denen er im 2004 den Stanley Cup gewann, in der NHL auf dem Eis. Seine Karriere beendete Rumble im Verlauf der Saison 2004/05 bei den Springfield Falcons aus der AHL.

### Trainerkarriere
Noch in derselben Spielzeit wechselte Rumble in den Trainerstab der Springfield Falcons. Dort war er bis zum Sommer 2008 als Assistenztrainer angestellt, ehe er innerhalb der Liga zu den Norfolk Admirals ging. Bei den Admirals war er zwei Jahre lang als Cheftrainer hauptverantwortlich tätig. In Folge dieses Amtes verließ Rumble den Profibereich und trainierte fortan nur noch im Juniorenbereich. Unter anderem war er in der Spielzeit 2010/11 als Assistenztrainer bei den Lewiston MAINEiacs in der Ligue de hockey junior majeur du Québec (LHJMQ) angestellt, gefolgt von zwei Jahren bei den Seattle Thunderbirds in der Western Hockey League. Ebenso stand er bei der Weltmeisterschaft der Division IIA 2013 als Assistenztrainer der isländischen Nationalmannschaft als Assistenztrainer hinter der Bande.
Mit Beginn der Saison 2013/14 übernahm Rumble die Position des Cheftrainers bei den Moncton Wildcats aus der LHJMQ. Darüber hinaus betreute er die U18-Auswahl des kanadischen Eishockeyverbandes Hockey Canada bei der U18-Junioren-Weltmeisterschaft 2017. Im Januar 2019 entließ man ihn in Moncton und installierte John Torchetti als seinen Nachfolger.

## Erfolge und Auszeichnungen
| - 1995 AHL Second All-Star Team - 1997 Teilnahme am AHL All-Star Classic - 1997 AHL First All-Star Team | - 1997 Eddie Shore Award - 2004 Stanley-Cup-Gewinn mit den Tampa Bay Lightning |

## Karrierestatistik
(Legende zur Spielerstatistik: Sp oder GP = absolvierte Spiele; T oder G = erzielte Tore; V oder A = erzielte Assists; Pkt oder Pts = erzielte Scorerpunkte; SM oder PIM = erhaltene Strafminuten; +/− = Plus/Minus-Bilanz; PP = erzielte Überzahltore; SH = erzielte Unterzahltore; GW = erzielte Siegtore; 1 Play-downs/Relegation; Kursiv: Statistik nicht vollständig)